# Mauronte
Mauronte, Maurontus, Maurente  or Maurontius (av. 720-ap.739), duc ou patrice de Provence dans les premières années du VIIIe siècle, est essentiellement connu pour avoir organisé entre 735 et 739, vingt ans après le patrice Antenor, une rébellion contre Charles Martel et le patrice provençal Abbon. 

## Biographie
Mauronte apparaît dans la Chronique de Frédégaire comme duc. Il est selon toute vraisemblance parent du maire du palais Waratton. Si Mauronte souhaite s'affranchir du joug des Pippinides, il ne souhaite probablement pas une indépendance totale vis-à-vis de l'autorité royale, car juste avant son mandat, on trouve des représentants  de Chilpéric II à  Marseille, siège du pouvoir de Mauronte. Comme les autres patriciens provençaux, son pouvoir est avant tout personnel vis-à-vis des terres et des charges ecclésiastiques sous sa coupe. Ceci explique non seulement l'opposition des Pippinides et de leurs alliés, mais aussi celle d'Abbon, patrice de Provence, représentant les intérêts des grandes familles locales en particulier ceux des Waldelène de Besançon qui contrôlent les passes de Suse, Gap et Embrun vers l'Italie. 
En ou avant 736, il appelle à l'aide le Sarrasin Yusuf ibn 'Abd al-Rahman al-Fihri, wali de Narbonne, pour défendre Avignon bien que certains indiquent que la cité fut prise ainsi que celle d’Arles. D'autres sources placent ces évènements après 736. Cette année-là, Charles Martel envahit la vallée du Rhône avec son demi-frère Childebrand et dévaste la région, reprenant Arles et Avignon et repoussant Mauronte dans Marseille. À partir de cette cité, le patrice et ses alliés se rebellent à nouveau en 737 puis en 739, mais Childebrand, aidé de Charles Martel et renforcé par les Lombards remporte une victoire décisive près d'Avignon et force Mauronte à se réfugier dans les Alpes. 
À partir de cette date on perd la trace de Mauronte. Toutefois un demi-siècle plus tard, apparaît un évêque de Marseille dénommé lui aussi Mauronte sans qu'on sache s'il existe ou non un lien de parenté entre les deux.